# 忠海町
忠海町（ただのうみちょう）は、広島県豊田郡に存在した町。現在の竹原市忠海地区。

## 主な地名
- 床浦（とこのうら）
- 中町（なかまち）
- 長浜（ながはま）

## 交通
- 国道185号
- 西日本旅客鉄道
  - 呉線
    - 安芸長浜駅、忠海駅

## 歴史
- 1889年（明治22年）4月1日 - 町村制施行により豊田郡忠海村が町制施行し、忠海町が発足。
- 1958年（昭和33年）11月3日 - 豊田郡竹原町と合併し、竹原市になり廃止。